# Ланжюине, Жан-Дени
Граф Жан-Дени́ Ланжюине́ (фр. Jean Denis Lanjuinais; 12 марта 1753, Рен — 13 января 1827, Париж) — французский адвокат, профессор и политический деятель, журналист, историк; был членом Учредительного собрания, потом Конвента, жирондист, при Наполеоне I сенатор.

## Биография и деятельность
До революции был адвокатом и профессором канонического права. В 1789 году третье сословие Бретани поручило ему редакцию своих наказов. 17 апреля 1789 года он был избран депутатом от третьего сословия в Генеральные штаты и стал вместе с Ле Шапелье одним из главных основателей Бретонского клуба, предшественника Клуба якобинцев.
В Учредительном собрании он восстал против декрета, объявлявшего имущества духовенства национальными, хотя активно содействовал проведению гражданского устройства духовенства. В Конвенте Ланжюине старался спасти короля, доказывая, ссылкой на общие правила уголовного процесса, что для произнесения смертного приговора требуется не менее двух третей голосов; подал голос за лишение свободы и изгнание.
После декрета 2 июня 1793 года об аресте жирондистов, Ланжюине в продолжение 18 месяцев скрывался у себя в доме, благодаря самоотверженной преданности служанки, позже воспетой Легуве в поэме «Le mérite des femmes». После 9 термидора возвратился в Конвент; затем был членом Совета старейшин.
Назначенный в 1800 году сенатором, он горячо восставал против учреждения пожизненного консульства: тем не менее он стал графом империи. В эпоху реставрации был пэром.
Умер в Париже, похоронен на кладбище Пер-Лашез, участок 30.

## Издания
Главные труды Ланжюине:
- «Mémoire sur l’origine des différentes espèces de dîmes» (1786);
- «Constitution de la nation française» (1819);
- «Etudes biographiques et littéraires sur Antoine Arnauld, P. Nicole et Necker»;
- «Tableau politique de la France».